# Ethel Anderson
Ethel Anderson (ur. 16 marca 1883 w Warwickshire w Anglii, zm. 4 sierpnia 1958) - poetka angielska.
Urodzona w Anglii, dzieciństwo spędziła w Australii. Jej rodzicami byli Cyrus Mason i Louise Campbell, z domu Scroggie, oboje pochodzenia australijskiego. W 1904 wyszła za mąż za majora Austina Thomasa Andersona (1868-1949). Tworzyła głównie w Wielkiej Brytanii. Obok poezji pisała także opowiadania i eseje.

## Ważniejsze utwory
- Squatter's Luck (1942)
- Adventures In Appleshire (1944)
- Timeless Garden (1945)
- Sunday At Yarralumla (1947)
- Indian Tales (1948)
- At Parramatta (1956)
- The Song of Hagar (1957)
- The Little Ghosts (1959)